# Szahr-e Suchte

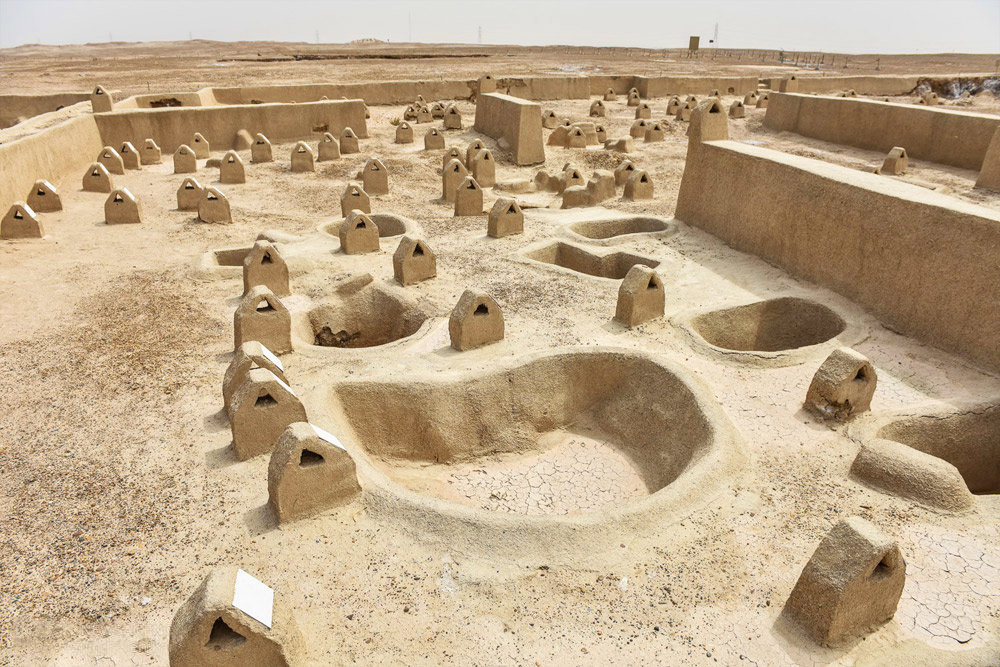
Dzielnica cmentarna

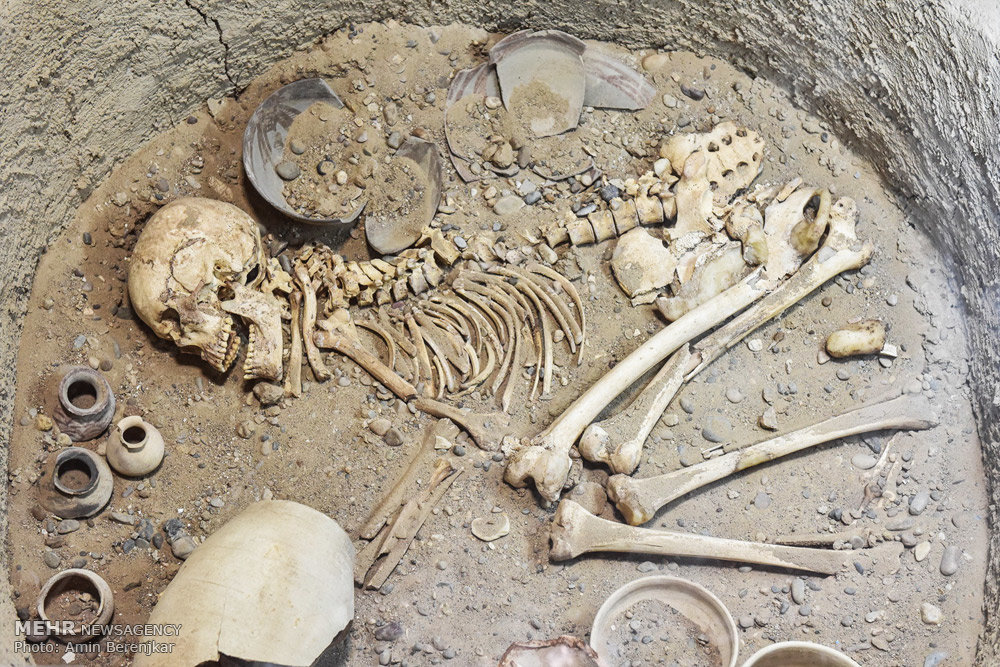
Grób

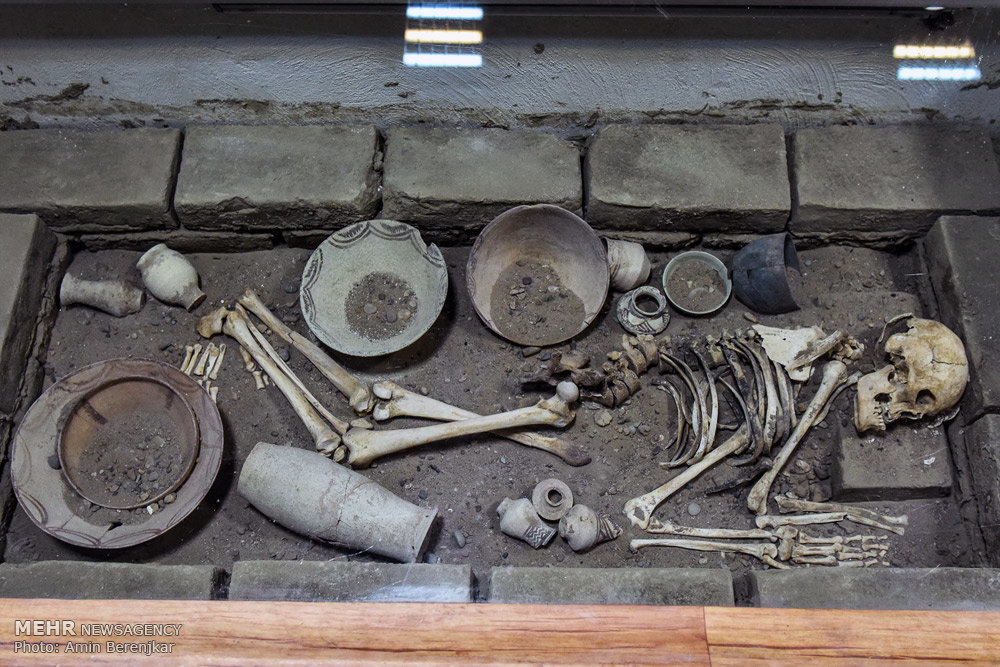
Grób

Szahr-e Suchte (dosł. „Spalone Miasto”; pers. ‏شهر سوخته‎, šahr-e sūḫte) – stanowisko archeologiczne o powierzchni 150 ha, położone na południowy zachód od miasta Zabol w ostanie Sistan i Beludżystan w południowo-wschodnim Iranie. 
W 2014 roku zostało wpisane na listę światowego dziedzictwa UNESCO.

## Historia
„Spalone Miasto” znajdowało się na skrzyżowaniu szlaków handlowych, które przecinały Płaskowyż Irański w epoce brązu. Miasto zbudowane z cegły suszonej założone zostało ok. 3200 roku p.n.e. i było zamieszkałe, przez cztery główne okresy historyczne, do ok. 1800 roku p.n.e. 
Pochodzi z czasów pojawienia się na terenie wschodniego Iranu pierwszych społeczeństw cechujących się złożonymi układami społecznymi. W miejscu, w którym założone zostało miasto, w czasach starożytnych znajdowała się delta rzeki Helmand. Prawdopodobną przyczyną opuszczenia miasta były zmiany biegu rzek i zmiany klimatyczne. 
Obszar miasta można podzielić na pięć głównych dzielnic:
- wielki obszar centralny, oddzielony od pozostałych dzielnic głębokimi zagłębieniami,
- dzielnicę mieszkaniową, położoną na wschodzie,
- dzielnicę rzemieślników (obszar przemysłowy), położony w północno-zachodniej części miasta,
- obszar reprezentacyjny, położony na wschód od dzielnicy rzemieślników,
- dzielnicę cmentarną, zajmującą południowo-zachodnią część miasta, o powierzchni prawie 25 ha, z liczbą grobów szacowaną na 25-40 tys.

Odkopane budowle, cmentarzyska i duża liczba znaczących artefaktów archeologicznych zachowanych w dobrym stanie dzięki suchemu, pustynnemu klimatowi czynią to miejsce bogatym źródłem informacji o powstawaniu złożonych społeczeństw i kontaktach między nimi w III tysiącleciu p.n.e. Odkrycie dużych budynków, zaawansowanej techniki obróbki kamienia, stosowania pieczęci stemplowych, techniki obróbki metalu oraz rozbudowanej sieci handlowej wskazuje, że mieszkańcy tego miasta byli zaawansowaną kulturowo społecznością o wysokim stopniu specjalizacji technicznej i bogatych kontaktach zagranicznych.
Badania pieczęci odkrytych w „Spalonym Mieście” sugerują, że w połowie trzeciego tysiąclecia p.n.e. większość funkcji administracyjnych w Szahr-e Suchta pełniły kobiety.

## Prace archeologiczne
„Spalone Miasto” zostało odkryte przez brytyjskiego podróżnika i archeologa Aurela Steina w 1916 roku. 
Pierwsze badania archeologiczne na tym terenie zainicjowała w 1960 roku włoska misja archeologiczna w Iranie pod auspicjami Włoskiego Instytutu Bliskiego i Dalekiego Wschodu. W 1967 roku grupa archeologów pod kierunkiem Maurizio Tosiego rozpoczęła rozległe wykopaliska i badania, które były prowadzone do roku 1978, głównie w północnej i centralnej części stanowiska. 
Kolejny cykl badań Szahr-e Suchte zainicjowała w 1997 roku Irańska Organizacja Dziedzictwa Kulturowego, kontynuując badania misji włoskiej oraz rozszerzając wykopaliska na pozostałe obszary stanowiska.
Stanowisko, o powierzchni 150 ha, dzieli się na cztery okresy osadnicze:
- okres I, obejmujący lata 3200–2750 p.n.e.
- okres II, obejmujący lata 2750–2500 p.n.e.
- okres III, obejmujący lata 2500–2200 p.n.e.
- okres IV, obejmujący lata 2200 do ok. 1950–1650 p.n.e.

Badania wskazały, że „Spalone Miasto” było trzykrotnie spalone, z czego dwukrotnie niemal całkowicie zniszczone: ok. 2750 roku p.n.e. oraz ok. 2100 roku p.n.e.
W pierwszym okresie osadnictwa (3200–2800 p.n.e.) ludność „Spalonego Miasta” nawiązała kontakty i zawierała transakcje z ludnością ze wschodniej i północno-wschodniej części Wielkiego Iranu, Azji Środkowej i Kwety. W drugim okresie (2800–2500 p.n.e.) ludność zerwała kontakty z Chuzestanem, ale zachowała więzi z Azją Środkową. W fazie trzeciej i czwartej mieszkańcy „Spalonego Miasta” mieli kontakty z terenami północnymi i wschodnimi, ale stopniowo ograniczali poziom kontaktów.
W trakcie wykopalisk ze stanowiska zebrano dotychczas ponad tonę artefaktów archeologicznych. Liczba odkrytych obiektów jest nieoszacowana. Wśród wydobytych przedmiotów są gliniane naczynia, tkaniny w różnych kolorach i wzorach, intarsjowane dzieła sztuki, szlifowane kamienie. Znaleziska na terenie „Spalonego Miasta” wskazują, że wśród jego mieszkańców byli jubilerzy, malarze, pasterze, rolnicy, tkacze i rzemieślnicy.
Badania szczątek w dzielnicy cmentarnej miasta wskazują, że mężczyźni „Spalonego Miasta” umierali w wieku od 26 do 53 lat, a kobiety w wieku od 26 do 46 lat. W wielu grobach znaleziono ząbki czosnku. Odkryto też dowód na przeprowadzenie operacji trepanacji u 13-letniej dziewczynki cierpiącej na wodogłowie. W 2019 roku wśród grobów mieszkańców miasta odkryto grób makaka królewskiego, w którym małpa – zgodnie z panującym wówczas zwyczajem – pochowana została razem z ceramicznymi naczyniami. 
Wykopaliska archeologiczne na tym terenie dostarczyły wielu szczątków ptaków. Doskonały stan zachowania pozwolił na identyfikację 2875 okazów należących do 43 różnych gatunków. 60% zidentyfikowanych szczątków należy do gatunku łyska zwyczajna i innych blaszkodziobych. Zidentyfikowano także szczątki sępa kasztanowatego, kuropatewki piaskowej, stepówki czarnobrzuchej i stepówki rudogardłej. Szczątki ptaków potwierdzają istnienie w tym miejscu środowiska i warunków klimatycznych, które obecnie można znaleźć w środkowym i północnym Iranie, w pobliżu Morza Kaspijskiego. Z wyjątkiem głuptakowatych, pelikanowych i szponiastych większość gatunków była łowiona na mięso. W mieście znaleziono również fragmenty skorupek jaj, sugerujące, że były one zbierane w celach spożywczych. Kości ptaków były też stosowane jako surowiec rzemieślniczy.
W 2014 roku stanowisko zostało wpisane na listę światowego dziedzictwa UNESCO.

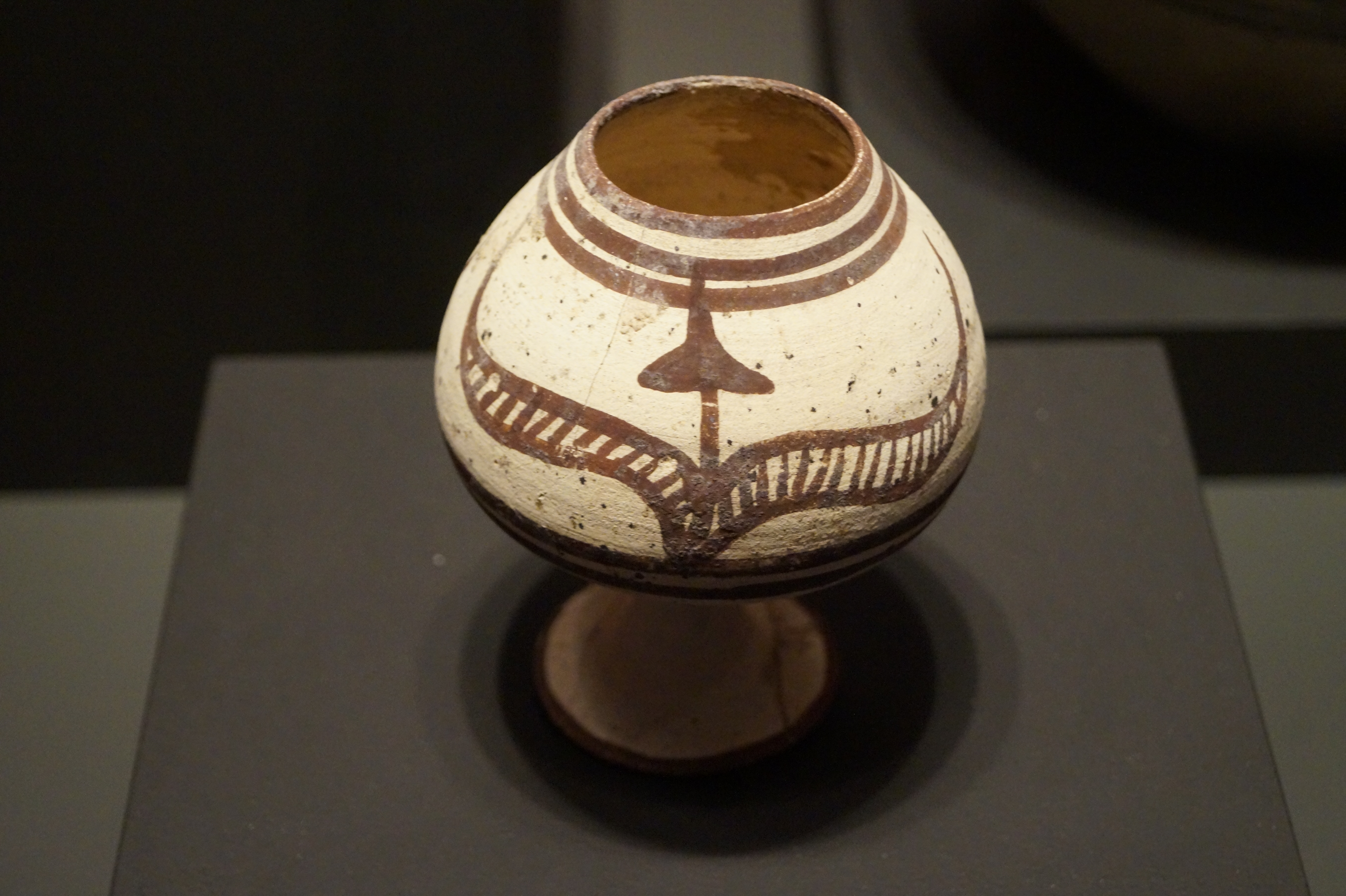
Ceramika
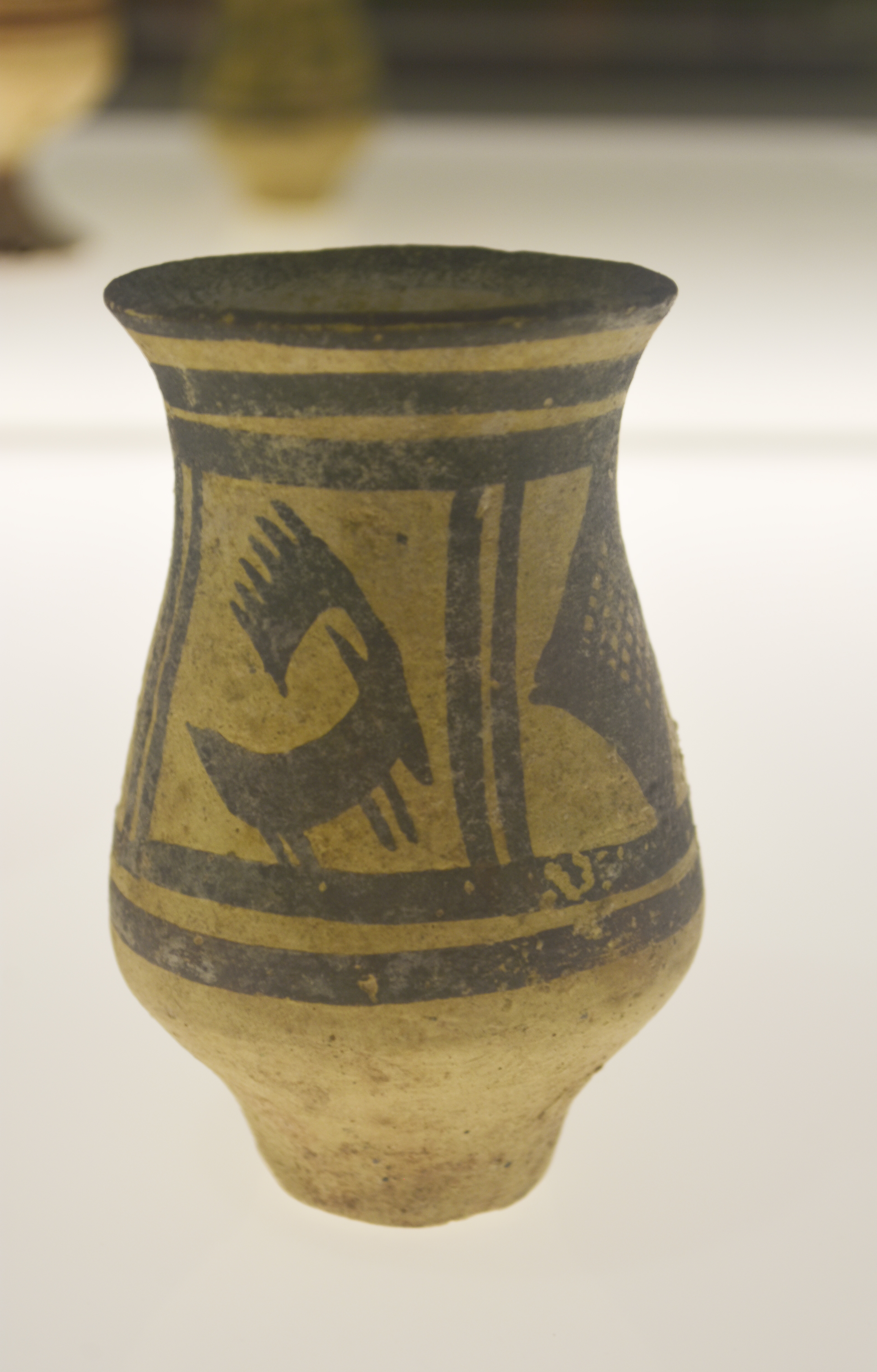
Ceramika
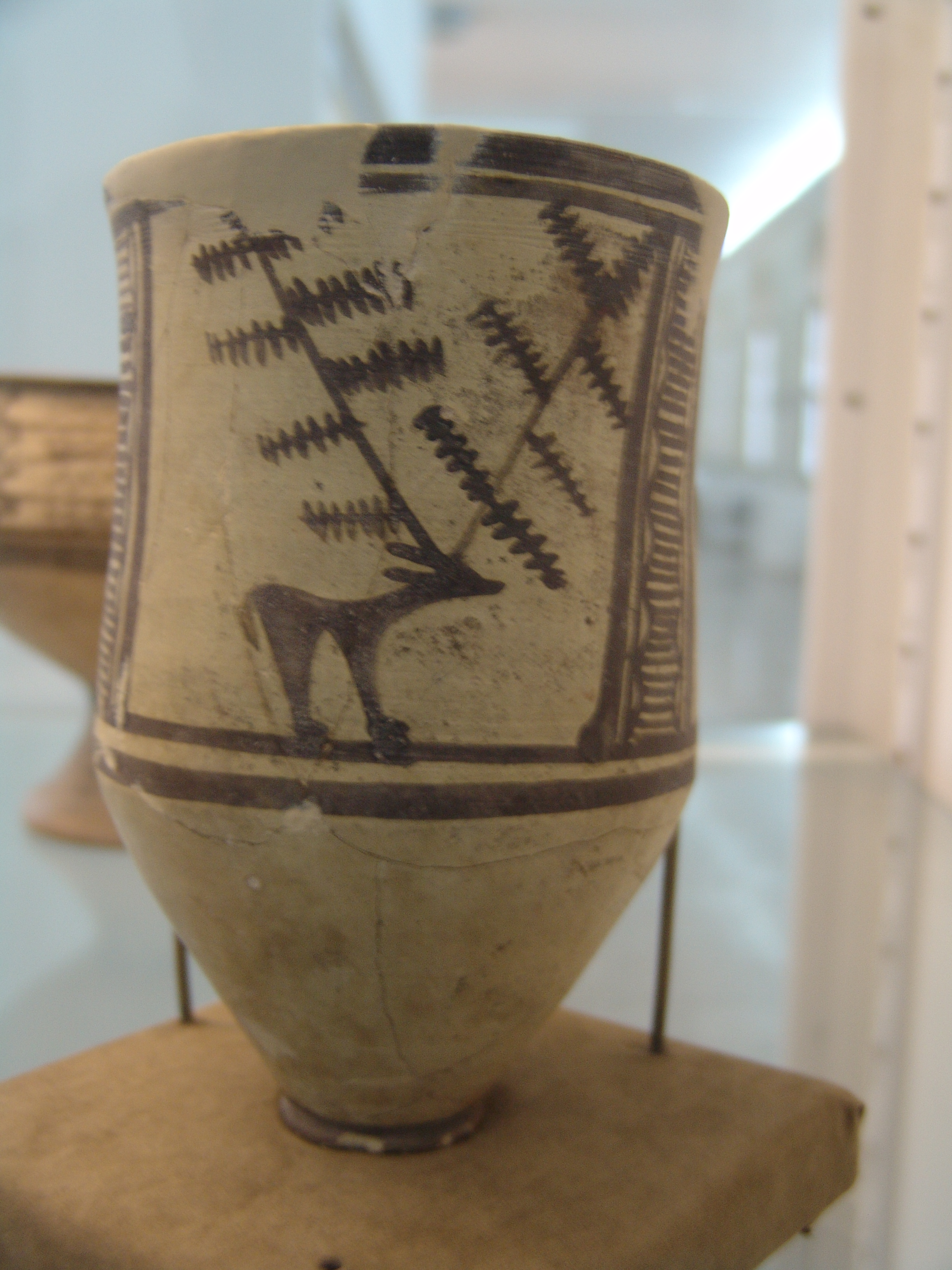
Ceramika
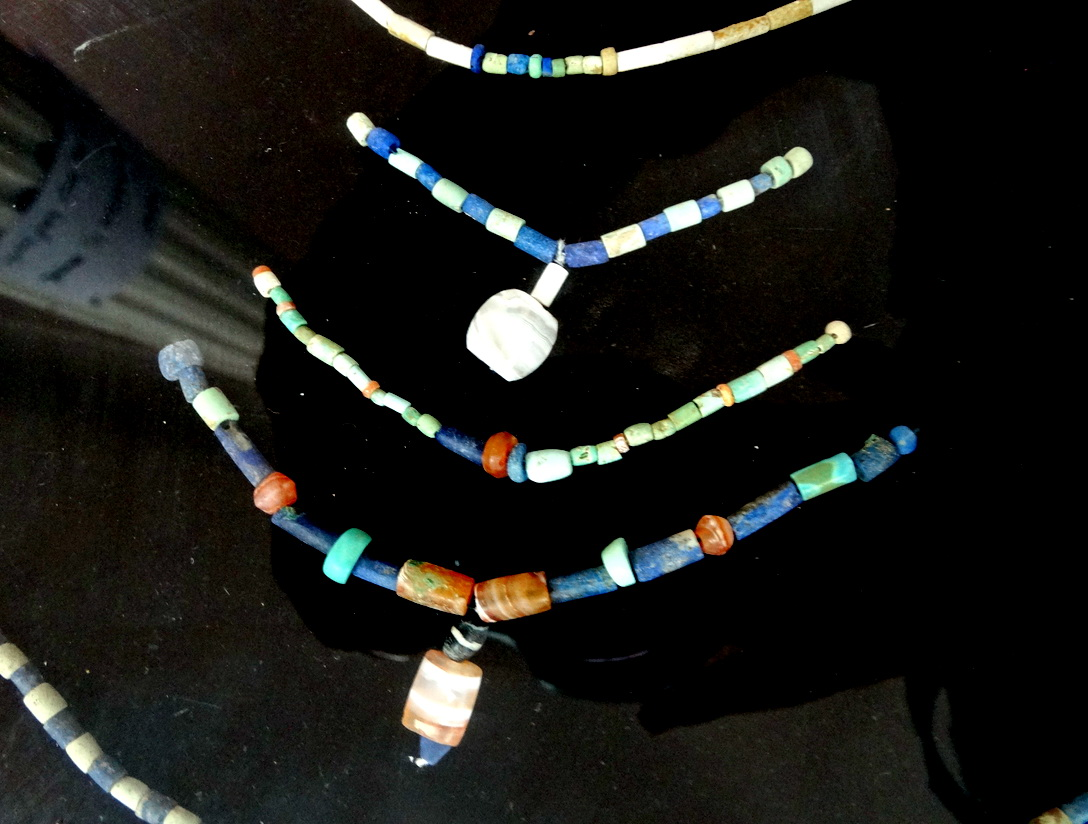
Ozdoby
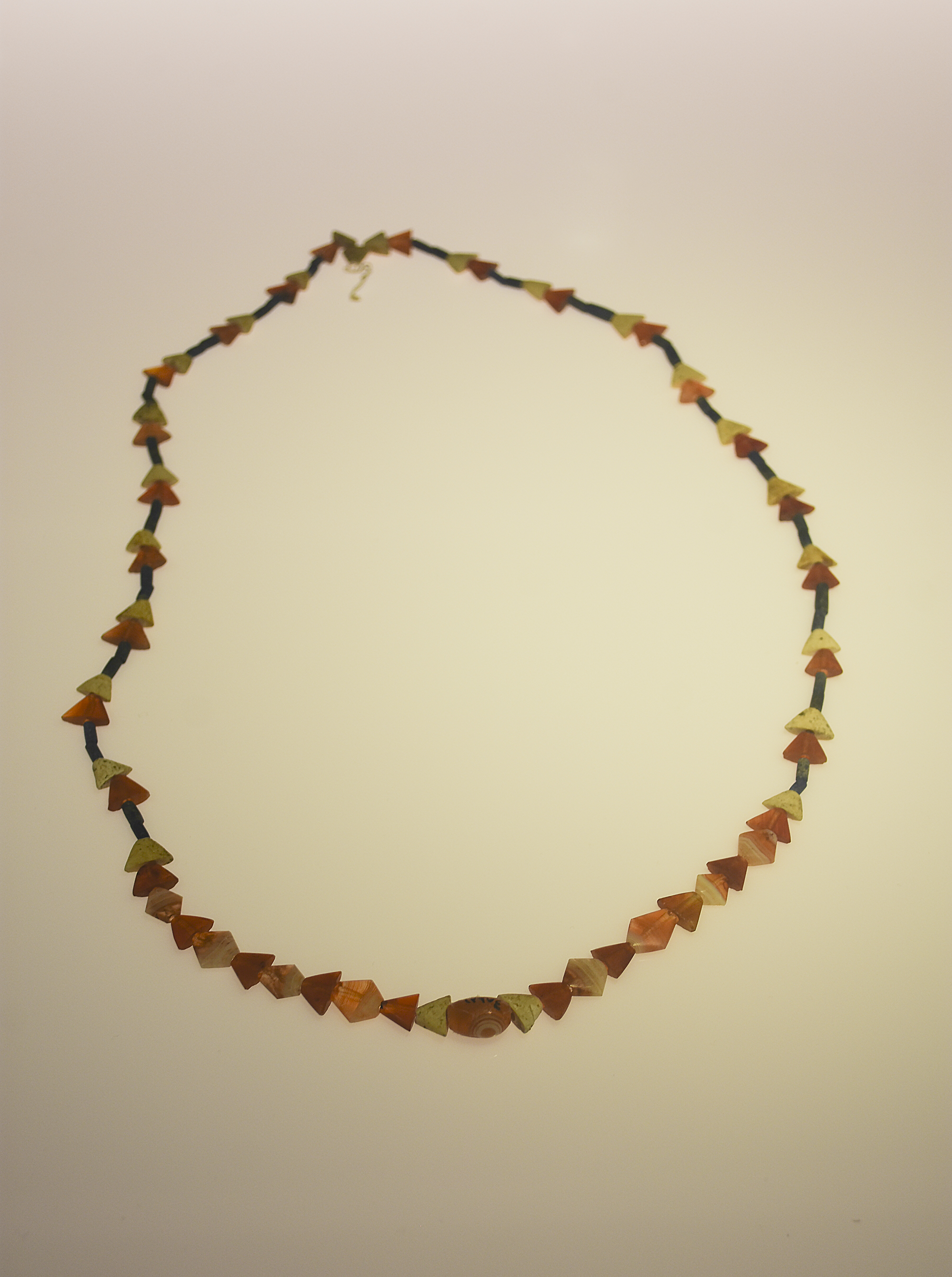
Ozdoby
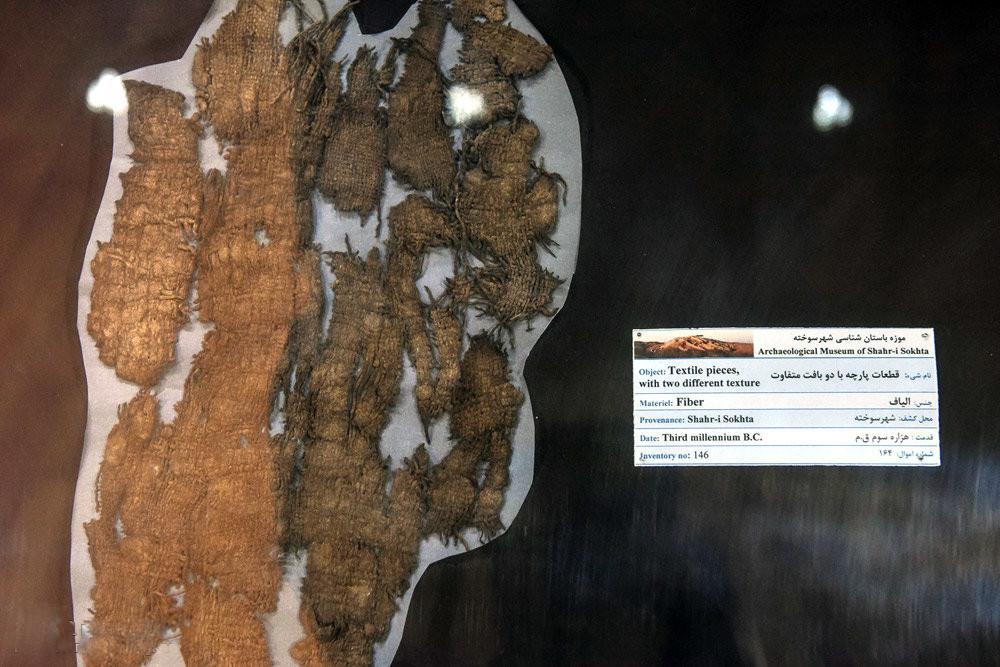
Tekstylia